# Yana Demianchuk
Yana Demianchuk (en ucraniano: Яна Демянчук; Ivano-Frankivsk, 22 de octubre de 1993) es una deportista ucraniana que compitió en gimnasia artística. Ganó una medalla de oro en el Campeonato Europeo de Gimnasia Artística de 2009, en la barra de equilibrio.

## Palmarés internacional
| Campeonato Europeo | Campeonato Europeo | Campeonato Europeo | Campeonato Europeo |
| Año                | Lugar              | Medalla            | Prueba             |
| ------------------ | ------------------ | ------------------ | ------------------ |
| 2009               | Milán (Italia)     | Medalla de oro     | Barra              |